# Pierre longue de Nézan
Pour les articles homonymes, voir Pierre Longue.
La Pierre longue de Nézan est un menhir situé au Thoureil, dans le département français de Maine-et-Loire.

## Description
Le menhir est constitué d'une dalle large et pointue qui s'est fortement inclinée vers le nord. Dans sa plus grande longueur, elle mesure 2,85 m pour une largeur de 1,65 m et une épaisseur de 0,55 m.